# Omloop van het Houtland 2018
L'Omloop van het Houtland 2018, settantatreesima edizione della corsa, valido come evento dell'UCI Europe Tour 2018 categoria 1.1, si svolse il 19 settembre 2018 per un percorso di 195,3 km, con partenza ed arrivo a Lichtervelde, in Belgio. Fu vinta dal belga Jonas Van Genechten, che terminò la gara in 4h18'48" alla media di 45,28 km/h, precedendo i connazionali Jasper De Buyst e Timothy Dupont.
Dei 122 ciclisti alla partenza furono in 55 a portare a termine la gara.

## Squadre partecipanti
| N.    | Cod. | Squadra                     |
| ----- | ---- | --------------------------- |
| 1-7   | WGG  | Wanty-Groupe Gobert         |
| 11-17 | LTS  | Lotto Soudal                |
| 21-25 | EFD  | EF Education First          |
| 31-37 | TFS  | Trek-Segafredo              |
| 41-47 | RNL  | Roompot-Nederlandse Loterij |
| 51-57 | VWC  | Veranda's Willems-Crelan    |
| 61-67 | SVB  | Sport Vlaanderen-Baloise    |
| 71-77 | FST  | Team Fortuneo-Samsic        |
| 81-87 | VCC  | Vital Concept Cycling Club  |

| N.      | Cod. | Squadra                      |
| ------- | ---- | ---------------------------- |
| 91-97   | WVA  | WB Aqua Protect Veranclassic |
| 101-106 | BEA  | Beat Cycling Club            |
| 111-117 | CIB  | Cibel-Cebon                  |
| 121-127 | TJI  | Joker Icopal                 |
| 131-137 | RLM  | Roubaix Lille Métropole      |
| 141-147 | SNE  | Sovac-Natura4Ever            |
| 151-157 | TIS  | Tarteletto-Isorex            |
| 161-167 | TCO  | Team Coop                    |
| 171-177 | UXT  | Uno-X Norwegian Dev. Team    |

## Ordine d'arrivo (Top 10)
| Pos. | Corridore         | Squadra       | Tempo    |
| ---- | ----------------- | ------------- | -------- |
| 1    | Jonas V.Genechten | Vital Conc.   | 4h18'48" |
| 2    | Jasper De Buyst   | Lotto-Soudal  | s.t.     |
| 3    | Timothy Dupont    | Wanty         | s.t.     |
| 4    | Jens Keukeleire   | Lotto-Soudal  | s.t.     |
| 5    | Bram Welten       | Fortuneo      | s.t.     |
| 6    | Aksel Nõmmela     | Beat          | s.t.     |
| 7    | Boy van Poppel    | Trek          | s.t.     |
| 8    | Emiel Vermeulen   | Roubaix-Lille | s.t.     |
| 9    | Kevyn Ista        | WB Aqua       | s.t.     |
| 10   | Fridtjof Røinås   | Joker Icopal  | s.t.     |